# Antropomorfism

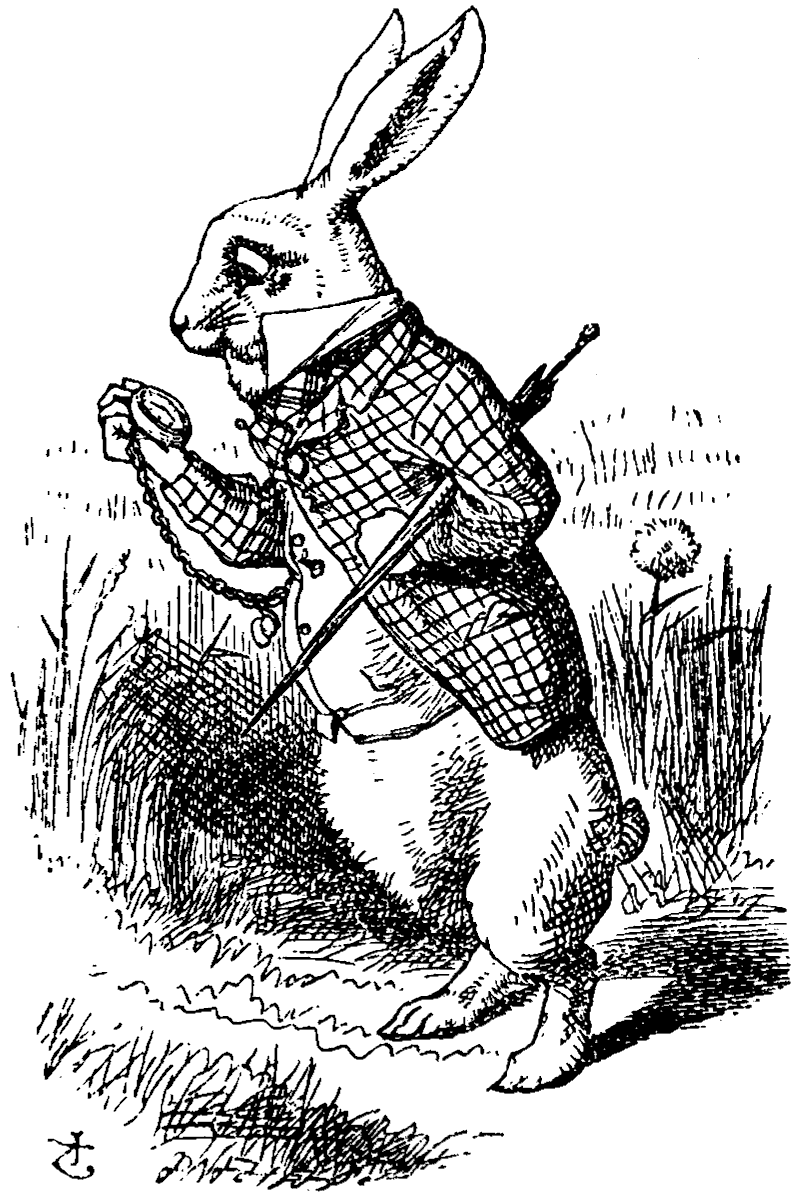
Iepurele Alb, personaj antropomorf din Alice în Țara Minunilor (1865)

Antropomorfismul (gr. άνθρωπος / anthropos, „om“ + μορφή / morphé, „formă“ / kosmos, „univers“ + suf. -ism) constă în atribuirea de însușiri și calități umane unor ființe non-umane, obiecte sau fenomene naturale ori supernaturale. 

O formă de personificare (atribuirea calităților umane sau animale unor obiecte statice). Antropomorfismul este similar prozopopeei sau personificării, atribuirea calităților umane sau animale unor obiecte statice. Animalele, forțele naturii și personaje invizibile sau neidentificate reprezintă adeseori subiecte ale antropomorfozei. 

## În science-fiction
Antropomorfismul este o concepție vehiculată de unii oameni de știință, preluată și de unii scriitori de SF, conform căreia dezvoltarea vieții inteligente în univers conduce la adoptarea unei forme corporale asemănătoare sau identice cu cea umană.

### Exemple
- Cor Serpentis – I. A. Efremov
- Aelita  – A. N. Tolstoi
- Ghidul din Lună – Mircea Brateș
- ciclul Flandry Saga – Poul Anderson
- Dare – Philip Jose Farmer
- ciclul Viagens Interplanetarias – L. Sprague de Camp